# Eryngium proliferum
Eryngium proliferum är en flockblommig växtart som beskrevs av Alexander Curt Brade. Eryngium proliferum ingår i släktet martornar, och familjen flockblommiga växter. Inga underarter finns listade i Catalogue of Life.